# Соколов, Георгий Михайлович
Георгий Михайлович Соколов (1926—2004) — советский инженер-строитель, хозяйственный деятель, Заслуженный строитель Российской Федерации.

## Биография
Родился 27 апреля 1926 года в д. Берёзовка Толмачевского района Тверской губернии (ныне Максатихинский район Тверской области). В 1933—1943 годах учился в средней школе (Березовской неполной средней, затем — средней Толмачевской).
В 1943—1950 годах служил в Советской армии, участвовал в боевых действиях против Японии. После завершения учёбы в 10 классе Толмачевской средней школы учился в Московском инженерно-строительном институте.
В 1956—1960 годах работал в Главмосстрое. Одним из проектов, реализуемых под руководством Соколова Г. М., было строительство дома номер 2 на Площади Победы в Москве. В тот период Соколов занимал должность главного инженера Строительного управления № 56 треста «Мосстрой-9» Главмосстроя.
В 1960—1962 был инструктором Московского городского комитета КПСС; в 1962—1987 работал в Московской городской конторе Стройбанка СССР, сначала — первым заместителем управляющего, а с 1974 — управляющим. В этот период Г. М. Соколов возглавил группу научных работников, перед которыми была поставлена задача массового внедрения в деятельность московского стройбанка современных средств вычислительной техники и экономико-математических методов; в 1983 году авторскому коллективу во главе с Соколовым была присуждена Государственная премия СССР «За создание и внедрение интегрированной автоматизированной системы финансирования и кредитования капитального строительства». В 1973 году Г. М. Соколову была присуждена учёная степень кандидата экономических наук. Доктор технических наук, профессор, присвоено звание «Заслуженный строитель Российской Федерации».
В 1987—1995 годах Г. М. Соколов был начальником Московского управления Жилсоцбанка СССР, первым заместителем Председателя Правления Внешторгбанка РФ, первым заместителем Председателя Правления АКБ «Мосстройэкономбанк».
Скончался 10 августа 2004 года; похоронен на Кунцевском кладбище Москвы.

## Государственные награды
- Орден Трудового Красного Знамени.
- Орден Дружбы народов.
- Орден Отечественной войны II степени.
- Медали: «За боевые заслуги», «За победу над Японией», «30 лет Советской Армии и Флота», «50 лет Вооруженных сил», «За доблестный труд. В ознаменование 100-летия со дня рождения В. И. Ленина», «Тридцать лет Победы в Великой Отечественной войне 1941—1945 гг.», «60 лет Вооруженных Сил СССР», «Ветеран труда», «Сорок лет Победы в Великой Отечественной войне 1941—1945 гг.», «70 лет Вооруженных сил СССР», «В память 850-летия Москвы», медаль Жукова, «50 лет победы в Великой Отечественной войне»; также медали Монгольской Народной Республики — «За Победу» и «30 лет Победы над Японией».

## Публикации
- Г. М. Соколов, А. А. Романов, А. В. Ординарцев Управление капитальными вложениями. — М.: Знание, 1982 — 64 с.
- Г. М. Соколов Автоматизация деятельности учреждений банка: Опыт, проблемы, пути совершенствования. — М.: Финансы и статистика, 1988—255 с.
- Г. М. Соколов Моя жизнь. — М.: «Стайер Компани», 1991. — 350 с.